# Torpedowce typu Ariete
Torpedowce typu Ariete – typ szesnastu włoskich torpedowców opracowanych podczas II wojny światowej dla Regia Marina (Marynarka Wojenna Królestwa Włoch), będący udoskonaloną wersją jednostek typu Spica. Planowano budowę 42 okrętów tego typu.
Tylko jeden okręt ("Ariete") został ukończony przed podpisaniem przez Włochy rozejmu z aliantami i wkroczeniem wojsk niemieckich do Włoch. Niemcy przejęli piętnaście nieukończonych jeszcze okrętów, a następnie wcielili je do Kriegsmarine. Większość okrętów została zatopiona lub zniszczona w wyniku działań wojennych. Wojnę przetrwały jedynie torpedowce "Ariete" oraz nadal nieukończona "Balestra" (TA 47). Oba okręty zostały po wojnie przekazane Marynarce Wojennej SFR Jugosławii. "Ariete", przemianowany na "Dumitor", służył w jugosłowiańskiej flocie do 1963 roku, natomiast "Balestra" ukończona w 1949 roku jako "Ucke" pozostała w służbie aż do 1971 roku.

## Okręty
- "Alabarda" (Kriegsmarine: TA 42)
- "Ariete" (Marynarka Wojenna SFR Jugosławii: "Dumitor")
- "Arturo" (TA 24)
- "Auriga" (TA 27)
- "Balestra" (TA 47; "Ucke")
- "Daga" (TA 39)
- "Dragone" (TA 30)
- "Eridano" (TA 29)
- "Fionda" (TA 46)
- "Gladio" (TA 37)
- "Lancia" (TA 41)
- "Pugnale" (TA 40)
- "Rigel" (TA 28)
- "Spada" (TA 38)
- "Spica" (TA 45)
- "Stella Polare" (TA 36)